# Atopsyche chimuru
Atopsyche chimuru is een schietmot uit de familie Hydrobiosidae. De soort komt voor in het Neotropisch gebied.